# Querer volar
Querer volar é uma telenovela mexicana, produzida pela Televisa e exibida pelo El Canal de las Estrellas entre 14 de agosto e 25 de dezembro de 1980.
Foi a última mini telenovela semanal exibida nas quintas-feiras.

## Elenco
- Rocío Banquells - Erika
- Martha Elena Cervantes - Rebeca
- Sonia Esquivel - Susana
- Maribel Fernández - Bárbara
- Daniel Martín - Luis Felipe
- María Carmen Martínez - Cecilia
- María Eugenia Ríos - Dolores
- Rafael Santa Cruz - José Luis
- Manolita Saval - Paquita
- Agustín Suret - Javier
- Humberto Zurita - Daniel